# 349.ª Divisão de Infantaria (Alemanha)
A 349ª Divisão de Infantaria (em alemão:349. Infanterie-Division) foi uma unidade militar que serviu no Exército alemão durante a Segunda Guerra Mundial.

## Comandantes
| Comandante                        | Data                                         |
| --------------------------------- | -------------------------------------------- |
| General der Infanterie Otto Lasch | 20 de novembro de 1943 - ? de agosto de 1944 |

## Área de operações
| França                         | novembro de 1943 - abril de 1944 |
| Frente Oriental, setor central | abril de 1944 - agosto de 1944   |